# Raúl Pagano
Raúl Pagano (Buenos Aires, 5 de diciembre de 1970 - Pinamar, 14 de julio de 2020) fue un músico argentino.
Fue tecladista original entre los años 1990 y 1993 de la banda de rock argentina Bersuit Vergarabat. Además colaboró con otras figuras del rock de su país en la década de los 90's como Fabiana Cantilo y Fito Páez. A consecuencia de los abusos del alcohol y las drogas, se divorció de su pareja Claudia en 2004 con quien había procreado dos hijos, posterior a esto perdió su casa y se vio forzado a vivir en situación de calle. 
El 14 de julio de 2020 fue hallado inconsciente en un predio ubicado en la ciudad de Pinamar con un cuadro de hipotermia debido las bajas temperaturas con una sensación térmica de -4 °C. Fue trasladado al Hospital Comunitario de la ciudad, sin embargo, no pudo recuperarse y falleció.

## Discografía

### Con Bersuit Vergarabat
- Y punto (1992)
- Asquerosa alegría (1993)

### Con otros artistas
- Algo mejor (1991), con Fabiana Cantilo. Teclados en tema Arcos